# Cameron Thor
Gregory Cameron Thor znany jako Cameron Thor (ur. 17 marca 1960) – amerykański aktor, scenarzysta, reżyser i trener aktorstwa. Najbardziej znany jest z występów w filmach „Park Jurajski” i „Hook”.
Wraz z żoną Alice prowadzi studio aktorskie w Los Angeles, a wśród ich uczniów byli między innymi: Gerard Butler, Cameron Diaz, Madonna, Wentworth Miller czy Gwen Stefani. W dniu 5 czerwca 2014 r., Thor został oskarżony o napaść na tle seksualnym na 13-letniej dziewczynce w 2008 r., przez Departament Szeryfa Los Angeles. 

## Wybrana filmografia
- 1984: Summer – Seaweed
- 1986: Nowoczesne Dziewczyny  (Modern Girls) – DJ nr 1
- 1988: War Party – Lindquist
- 1988: Punchline
- 1990: Johnny Ryan
- 1990: Hook – Ron
- 1991: Niesforna Zuzia (Curly Sue) –Maitre d'
- 1992: Ludzie honoru (A Few Good Men) – Komandor Lawrence
- 1993: Park Jurajski (Jurassic Park) – Lewis Dodgson
- 1994: Stan zagrożenia (Clear and Present Danger) – Agent DEA
- 2002: Szyfry wojny (Windtalkers) – Mertens